# Джо Луїс (тенісистка)
Джо Луїс (англ. Jo Louis; нар. 27 квітня 1967) — колишня британська тенісистка.
Найвищу одиночну позицію світового рейтингу — 282 місце досягла 31 серпня 1987, парну — 259 місце — 24 жовтня 1988 року.

## ITF титули

### Парний розряд: (3)
| Ранг | Дата           | Турнір                        | Покриття | Партнерка        | Суперниці                       | Рахунок       |
| ---- | -------------- | ----------------------------- | -------- | ---------------- | ------------------------------- | ------------- |
| 1.   | 20 квітня 1987 | Queens, Велика Британія       | Тверде   | Фредерік Мартен  | Ілсе де Рюйсхер Валда Лейк      | 6–1, 7–5, 6–4 |
| 2.   | 25 квітня 1988 | Саттон, Велика Британія       | Ґрунт    | Аманда Гранфелд  | Моніка Лундквіст Марія Екстранд | 4–6, 7–6, 6–4 |
| 3.   | 8 травня 1989  | Лі-он-Солент, Велика Британія | Ґрунт    | Александра Ніпел | Амі ван Бюрен Белінда Борнео    | 6–3, 6–2      |